# Каракара фолклендська
Каракара фолклендська (Phalcoboenus australis) — вид хижих птахів родини соколових (Falconidae).

## Поширення
Населяє Фолклендські острови та південну половину архіпелагу Вогняна Земля: на острові Ісла-де-лос-Естадос і від південного узбережжя острова Вогняна Земля до архіпелагу Кабо-де-Орнос.

## Опис
Обидві статі мають однакове оперення. Загальна довжина від 55 до 62 см. Приблизна вага 1,2 кг. Дорослі особини коричневі на більшій частині тіла, за винятком горла, грудей і живота, які мають невеликі поздовжні лінії майже білого кольору. Основа нижньої частини первинних пір'їн також біле. Основа дзьоба і шкіра обличчя жовті, ноги також жовті.

## Спосіб життя
Мешкає як в регіонах зі степовою рослинністю, так і в тих, де ліси досягають узбережжя моря, особливо часто зустрічаючись на субантарктичних острівних морських узбережжях. У межах свого ареалу досить поширений. Вважається осілим птахом, але взимку його можна побачити на найпівнічніших островах, зазвичай не досягаючи материка. Відкладає два-три яйця. Гніздиться колоніями. Гніздо будується серед скель.